# Phaonia falleni
Phaonia falleni este o specie de muște din genul Phaonia, familia Muscidae, descrisă de Verner Michelsen în anul 1977. Conform Catalogue of Life specia Phaonia falleni nu are subspecii cunoscute.